# Francisco Malespín

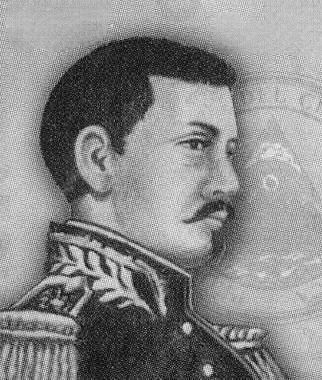
Francisco Malespín Herrera

Francisco Malespín Herrera (* 28. September 1806 in Izalco, Sonsonate; † 25. November 1846 in San Fernando, Chalatenango) war von 1844 bis 1845 Präsident (Director Supremo) von El Salvador.

## Leben

### Herkunft und frühe Laufbahn
Seine Eltern waren Luisa Herrera y Rodríguez und Juan Malespín. Seine Schwestern hießen Indalecia, Florencia, Guadalupe, Julia und Maria Josefa. Seine Brüder hießen Calixto, Gabriel und Ignacio.
Malespín war Mitglied der Partido Conservador. Nachdem sich die zentralamerikanische Union 1840 aufgelöst hatte, wurde Malespín von José Rafael Carrera Turcios zum Oberbefehlshaber der salvadorianischen Armee ernannt. Er war der starke Mann hinter den Präsidenten Norberto Ramírez, Juan Lindo, Escolástico Marín, Juan José Guzmán und Fermín Palacios. Im Februar 1841 beantragte er bei der verfassungsgebenden Versammlung ein Dekret für die Einrichtung der Universidad de El Salvador. Am 11. März 1842 ließ Malespín Izalco besetzen und auf einem öffentlichen Platz die Abgeordneten Francisco Zaldaña und Pioquinto Hernández von der Partido Liberal füsilieren.
Malespín wurde als Patenkind des ersten Bischofs von San Salvador, José Jorge Viteri y Ungo, zum Präsidenten gewählt und trat sein Amt am 7. Februar 1844 an. Im März 1844 ordnete er Staatsausgaben in Höhe von 118.713 Pesos an. Am 29. April 1844 verfügte Malespín eine Mobilmachung aller Bürger von im Alter von 16 bis 40 Jahren innerhalb von 30 Tagen.
Das von der klerikalen Partido Conservador dominierte Parlament erließ im März 1844 ein Gesetz zur Wiedereinführung der kirchlichen Gerichtsbarkeit in El Salvador und widerrief damit das Gesetz vom 26. August 1830 der Regierung von José Damian Villacorta, welches das Kirchenrecht und die kirchliche Rechtsprechung abgeschafft hatte.
Nach dem Amtsantritt von Malespín hielten ihn eine Reihe von aus El Salvador Exilierten für unfähig, sich an der Regierung zu halten. Manuel José Arce y Fagoaga drang von Guatemala nach El Salvador ein und stieß etwa 15 Kilometer bis Atiquizaya vor. Seine Einheit wurde in Ocxotepeque von den Regierungstruppen geschlagen. Malespín drang anschließend mit 4.000 Soldaten auf guatemaltekischem Gebiet bis Jutiapa vor. Am 20. Mai 1844 sandte José Rafael Carrera Turcios seine Armee entgegen. Im August 1844 schlossen Malespín und Carrera Frieden.

### Putschversuch gegen Malespín
José Trinidad Cabañas und Gerardo Barrios waren Offiziere bei José Francisco Morazán Quezada. Am 5. September 1844 scheiterte in San Miguel ein Putschversuch der beiden gegen Francisco Malespín. Über das Departamento La Unión flüchteten die beiden gescheiterten Putschisten nach Nicaragua. Der Botschafter von El Salvador in Nicaragua, José Antonio Jiménez, verlangte von der nicaraguanischen Regierung, dass Cabañas und Barrios entweder ausgeliefert werden oder sich salvadorianischen Behörden stellen sollen. Diese Forderung wurde von der nicaraguanischen Regierung zurückgewiesen.
Im Sommer 1844 ging die Regierung von Malespín gegen Dissidenten im Partido Conservador vor.
Am 26. September 1844 übergab in León (Nicaragua) Manuel Pérez sein Amt des Director Supremo an Emiliano Madriz.

### Guerra de Malespín
Malespín ernannte seinen Bruder Calixto Malespín zum Oberbefehlshaber der Armee. Am 25. Oktober 1844 tauschte Malespín sein Amt als Director Supremo gegen das des Oberbefehlshabers. Sein Stellvertreter Joaquín Eufrasio Guzmán wurde zum geschäftsführenden Präsidenten. Malespín zog gegen die Liberale Partei in León in den Krieg. Sein Stellvertreter Guzmán stattete ihn mit unbeschränkten Rechten zur Verteidigung des Staates aus. Die nicaraguanischen Truppen waren nach der Niederlage bei Nacaome  aus Honduras abgezogen worden. Malespín bereitete einen Angriffskrieg gegen Nicaragua vor, was gegen die Gesetze von El Salvador verstieß. Malespín wandte sich bei Nacaome an Francisco Ferrera, den Director Supremo von Honduras. Am 7. November 1844 erkannte Ferrera Malespín als Oberbefehlshaber seiner Truppen an. In Choluteca kam ein Friedensangebot aus León. Am 21. November 1844 wurde mit Malespín ergebnislos verhandelt. Francisco Malespín kommandierte die Truppen aus El Salvador, Francisco Ferrera die Truppen aus Honduras und José Trinidad Muñoz Fernández die Truppen der Partido Legitimista aus Granada, als diese León angriffen. In der Nacht des 21. November 1844 kampierten die alliierten Truppen in der Schlucht Barranca de San Antonio. General José Santos Guardiola Bustillo misshandelte betrunkene Deserteure, woraufhin die Hälfte das alliierte Lager verließ und Guardiola unter Arrest gestellt wurde. Am 26. November 1844 um 20 Uhr erreichten sie León und warfen Bomben in die Stadt. Am 27. November 1844 um 3 Uhr früh war Francisco Malespín betrunken und befahl den Angriff auf León, welcher verlustreich für die Angreifer endete. Bei Sonnenaufgang fand er sein Lager mit Leichen übersät, darunter Cruz Guardiola, ein Bruder des Generals. Der Angriff wurde jedoch bis 160 Uhr fortgesetzt, bis den alliierten Truppen die Munition knapp wurde und zahlreiche ihrer Offiziere getötet oder verletzt waren. Unordnung entstand, und die honduranischen Truppen wollten den Angriff abbrechen. José Trinidad Muñoz kommandierte, und der Angriff wurde fortgesetzt. In der folgenden Nacht ließ José Trinidad Muñoz schanzen, und am Morgen des 28. November 1844 waren die alliierten Truppen zu einem wirksamen Angriff aufgestellt. Eine Verhandlungsdelegation aus Hermenegildo Zepeda Fernández und Jerónimo Carcache aus León kam in das Hauptquartier der alliierten Truppen. Francisco Malespín sprach für die alliierten Truppen. Die Kapitulationvereinbarung von León: Artikel 1 forderte von El Salvador und Honduras, alle Ausgaben für den gegenwärtigen Krieg zu bezahlen und von El Salvador, die Ausgaben für den Krieg gegen Guatemala vom April 1843, da Nicaragua keine Gefolgschaft bei diesem Krieg geleistet hatte. Artikel 2 forderte die Kapitulation aller Waffen innerhalb des Territoriums von Nicaragua. Artikel 3 forderte die Auslieferung von Joaquín Rivera Bragas (1795–1845), Exsenator Máximo Orellana, Miguel Alvarez, José de la Trinidad Francisco Cabañas Fiallos, Gerardo Barrios, Diego Vigil Cocaña und Ramón Vijil.

### Belagerung von León
León wurde von den Truppen aus El Salvador und Honduras und der Partido Legitimista belagert. Justo Abaunza y Muñoz de Avilés und Fulgencio Vega von der Partido Democrático (Nicaragua) finanzierten eine Schiffsladung aus 1.000 Musketen, 200 Gewehren, 200 Fass Schießpulver und 200 Zentnern Blei, 12.000 Feuersteinen, welche im Hafen von El Realejo für das belagerte León ankamen. Von diesem Schiff erfuhr Malespín vom britischen Vize-Konsul von León Thomas Manning über einen Agenten von Silvestre Selva Sacasa. Die Waffen fielen in die Hände der Belagerer.
José Francisco del Montenegro war Gesandter von Rivas und Juan Ruiz Gesandter von Granada bei Malespín. Die Gesandtschaft vermittelte die Schaffung einer neuen Regierung ohne Zustimmung des belagerten Leóns. Silvestre Selva Sacasa schlug sich vor von Malespín und Verbündeten zum Director Supremo gemacht zu werden.
Silvestre Selva Sacasa wurde Director Supremo in Masaya, wo sich gerade die Partido Legitimista aufhielt.
An die Kapitulationsbedingung vom 1. Dezember 1844 fügte Malespín Francisco Castellón Sanabria als Geächteten hinzu. 
Eine Reihe von Scharmützeln fand statt, welche zugunsten der Aggressoren ausgingen. Malespín war rasend über sein Versagen, León einzunehmen. León wurde ununterbrochen mit Kanonen beschossen. Er unternahm einen letzten Versuch und führte selbst einen Angriff auf die Fabriken von Sutiaba, welche unter dem Kommando von Gerardo Barrios verteidigt wurden. Nach einigen Stunden harter Kämpfe wurden die Aggressoren zurückgeschlagen und verließen das mit Toten und Verwundeten übersäte Schlachtfeld.
Im belagerten León fehlte eine koordinierte Schlachtführung. Teilweise wurde die Kompetenz von „Gran Mariscal“ Casto Fonseca angezweifelt. José M. Valle, alias El Chelon, schlug vor, das Kommando an José Trinidad Cabañas zu übergeben. Fonseca fühlte sich durch den Vorschlag beleidigt und setzte José M. Valle in den Ruhestand und verdächtigte Cabañas. Die Belagerung mit ihren Schrecken wurde fortgesetzt. Die Stadt kapitulierte vor den Angriffen unter Guardiola am 24. Januar 1845. Malespín ließ eine Reihe prominenter Bürger von León füsilieren und überließ die Stadt den plündernden und vergewaltigenden Soldaten.
Gerardo Barrios und José Trinidad Cabañas gelang es, aus dem belagerten León nach San Salvador zu entkommen. Gerardo Barrios überzeugte seinen Schwiegervater Joaquín Eufrasio Guzmán, den geschäftsführenden Präsidenten. Dieser verfügte am 2. Februar 1845 die Gefangennahme der Brüder Malespín und der ersetzte Malespín im Oberkommando durch José Trinidad Cabañas. Am 15. Februar 1845 kehrte Malespín vom siegreichen Feldzug gegen León, zurück. Der Friedensvertrag wurde von José León Sandoval unterzeichnet.

### Sturz
Am 17. Februar 1845 ließ der Senat eine Klage gegen Malespín zu und ordnete an, das Eigentum von Malespín und seiner Teilhaber zu beschlagnahmen. Die Regierung erklärte alle Personen, die Malespín Zuflucht gewähren würden, zu Verrätern. Das Parlament hatte die Wahl, in der er zum Präsidenten gewählt worden war, für nichtig erklärt und Malespín durch den Vizepräsidenten Joaquín Eufrasio Guzmán ersetzt. Am 23. Februar 1845 exkommunizierte Erzbischof Jorge Viteri y Ungo, Malesín, weil dieser den Presbyterianer Pedro Crespín füsilieren ließ und heilige Objekte der Kirche von León enteignen ließ. 
Malespín floh nach Honduras, wo er durch den Präsidenten Coronado Chávez Asyl erhielt. Im November 1846, versuchte er mit der Hilfe von José Rafael Carrera Turcios von der Partido Conservador in El Salvador einzumarschieren. Auf dem Weg nach San Salvador wurde Malespín in San Fernando, Chalatenango getötet.